# José de la Línea
Pour les articles homonymes, voir Linea.
Stéphane Jose Mauroy, plus connu sous le nom de José de la Línea, né le 29 février 1972 à Bergerac, est un guitariste de flamenco franco-espagnol.

## Biographie
Originaire de La Línea de la Concepción, José de la Línea grandit au sein d'une famille d'artistes. Dès son plus jeune âge, il pratique la guitare flamenca en duo avec Manolito Lopez ou son oncle chanteur El Comprende à la Linense de San Pablo avant d’entamer une carrière solo. Influencé par Sabicas, Paco de Lucía et Camarón de la Isla, il interprète ses premières compositions à la peña Camaron de la Isla de Cadiz, avant de partir pour la France. Il apparaît lors des festivals comme Samois-sur-Seine ou Montreux-Off. 
Il n'a pas de lieu de résidence connu et n'apparaît publiquement qu'en de rares occasions : première partie de Diego el Cigala lors de la tournée Homenaje Paco de Lucia à Seignosse en 2015, ou tête d'affiche du concert Flamenco à la salle Pha'Art du Casino de Capbreton en mai 2016. Il est présent lors de l’hommage à Paco de Lucía organisé par le Musée du Prado à Madrid en 2017 et à l'affiche aux côtés de Tchavolo Schmitt au festival Karavan à Lit-et-Mixe en 2017. Il fait le récital pour la projection en avant-première du film Djam, en présence de Tony Gatlif, à Dax en 2018. 
L’album solo Fantasia sort en 2018. Il est présenté au public japonais lors d’un récital à Tokyo en mars 2019. José de la Línea se produit désormais dans le Sud de la France et en Espagne, comme lors du XXII Concurso Nacional de Flamenco de Cordoba en novembre 2019.